# Heterocoris
Heterocoris is een geslacht van wantsen uit de familie van de Miridae (Blindwantsen). Het geslacht werd voor het eerst wetenschappelijk beschreven door Guérin-Ménéville in Sagra in 1857.

## Soorten
Het genus bevat de volgende soort:

- Heterocoris dilatatus Guérin-Méneville, 1857